# Rozenkransbasiliek (Lourdes)
De Basiliek van Onze-Lieve-Vrouw van de heilige Rozenkrans ofwel de Rozenkransbasiliek (Frans Basilique du Rosaire) maakt deel uit van het Heiligdom van Onze-Lieve-Vrouw van Lourdes te Lourdes.

## De basiliek
De kerk werd in 1901 als derde kerk van het Heiligdom in gebruik genomen. Zij werd gebouwd onder de eerste kapel van Lourdes, De Crypte, waarboven op weer de als 2e gebouwde kerk Basiliek van de Onbevlekte Ontvangenis staat . De kerk is gebouwd in Romeins-Byzantijnse stijl in de vorm van een groot Grieks kruis met een oppervlakte van ongeveer 2.000 m².  In een waaier rond de apsis en de armen van de dwarsbeuk bevinden zich vijftien kapellen van elk 104 m².  Elke kapel vertegenwoordigt een scène van de geheimen van de Rozenkrans, in drie groepen van vijf, respectievelijk de blijde geheimen, de droevige geheimen en de glorierijke geheimen. Het centrale mozaïek toont de Moeder Gods, die beschermend haar mantel spreidt over allen die tot haar komen. 

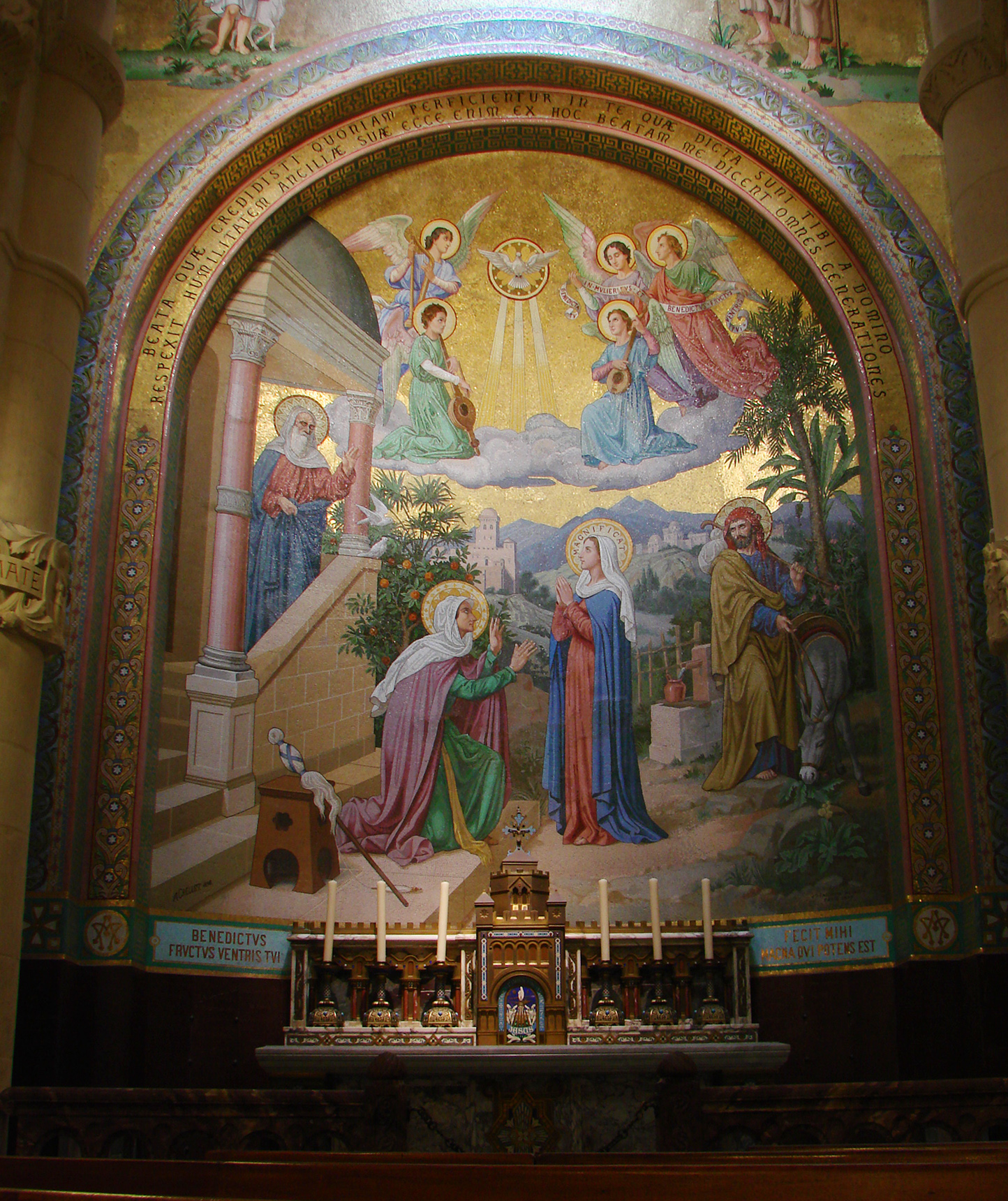
Mozaïek van het tweede blijde geheim van de Rozenkrans: de Visitatie
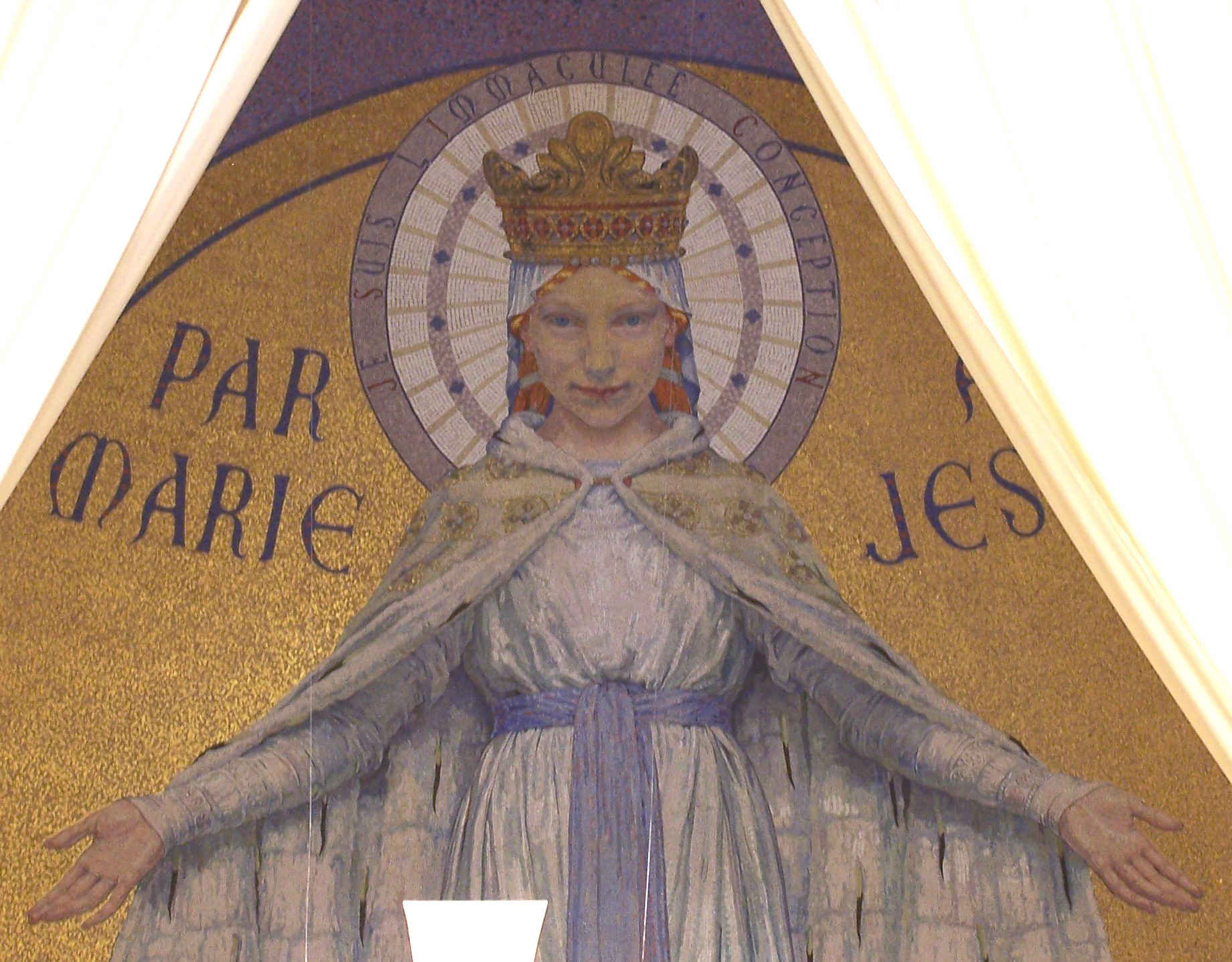
Het centrale mozaïek
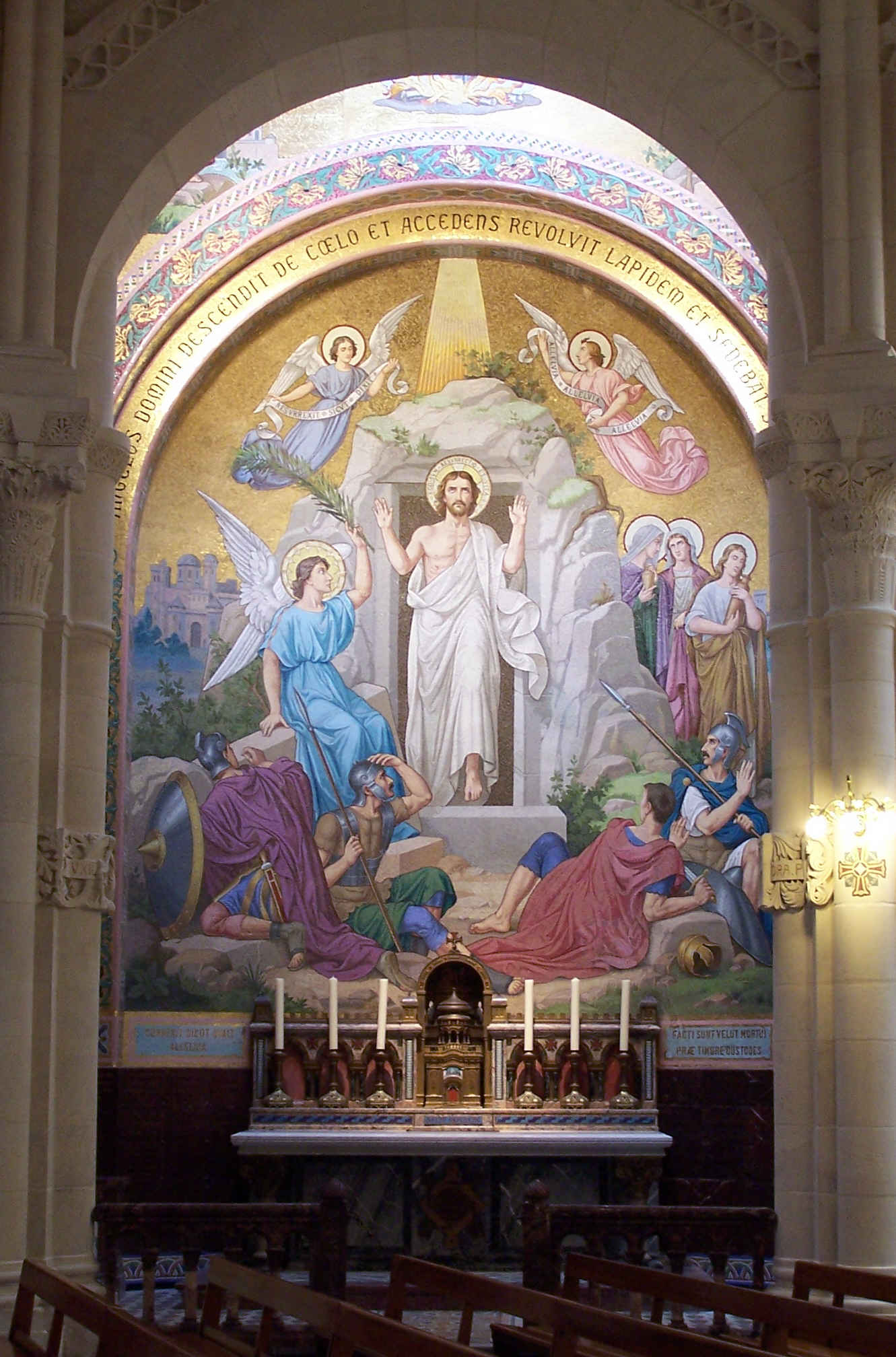
Mozaïek van de opstanding van Jezus

## De omgeving
Op de esplanade voor de kerk kunnen 80.000 mensen samenkomen. Rond het plein loopt een bogenrij, die de menigte op het plein lijkt te omarmen. Zij voert bovendien naar de bovenbasiliek van de Onbevlekte Ontvangenis.
Onder dit plein werd in de jaren 1950 de Basiliek van Sint-Pius X als derde basiliek van Lourdes gebouwd.